# Jay Sean
Kamaljit Singh Jhooti (tiếng Punjab: ਕਮਲਜੀਤ ਸਿੰਘ ਝੁੱਟੀ) (sinh ngày 26 tháng 3 năm 1981),, hay còn được biết đến với nghệ danh Jay Sean (sinh ngày 26 tháng 3 năm 1981) là một ca sĩ-nhạc sĩ nhạc pop và R&B người Anh từ West London, Anh, được biết đến nhiều nhất với hit "Stolen", "Eyes On You", "Ride It" và "Tonight" tại Liên hiệp Anh. Anh đã phát hành hai album, Me Against Myself (2004) và My Own Way (2008). Anh đã ký với Virgin Records và Jayded Records.
Anh hiện tại làm việc với Cash Money Records cho việc phát hành các sản phẩm âm nhạc ở Hoa Kỳ. Anh đã ra mắt đĩa đơn đầu tiên tại Mỹ Down, hợp tác với Lil Wayne và đã cho ra mắt album đầu tay tại Mỹ (thứ ba trên toàn thế giới) All or Nothing. Với Down, Jay đã có đĩa đơn đầu tiên đứng nhất tại Mỹ, một thành công ngoài sức tưởng tượng của anh, bài hát đã trở thành một trong những hit đình đám của năm 2009, nằm trong top 10 ở Anh, Mỹ, Canada, Úc, Đan Mạch, New Zealand cũng như xếp hạng cao ở nhiều quốc gia khác. Theo sau Down là Do You Remember, hợp tác với Sean Paul và Lil Jon, cũng là một hit tương đối thành công của Jay, xếp hạng 10 ở Mỹ và 13 ở Anh. Cho thấy sự khởi đầu khá ấn tượng của Jay tại thị trường Mỹ. Tuy nhiên, đĩa đơn thứ ba của Jay Sean ở Mỹ là 2012 (It Ain't The End) lại không thành công như mong đợi, chỉ xếp thứ 31 trên Billboard Hot 100, nhưng theo Jay, anh vẫn còn nhiều thứ muốn chia sẻ với người hâm mộ ở Mỹ, và Freeze Time, album thứ tư của Jay Sean, như một ví dụ cụ thể, sẽ được phát hành vào đầu năm 2011.

## Giải thưởng
UK Asian Music Awards (AMAs)
- 2005: Best Album (Me Against Myself)
- 2005: Best Urban Act
- 2005: Best Video ("Stolen")
- 2007: DesiHits Artist of the Year Award
- 2009: Best Male
- 2009: Best Album (My Own Way)
- 2009: Best Urban Act

Channel U Best of British Awards
- 2008: Best Video ("Ride It")

UK BMI Awards
- 2008: BMI Songwriter Awards ("Deal With It")

MTV Russia Music Awards
- 2008: Best International Artist

MOBO Awards
- 2008: Best UK Male
- 2008: Best R'n'B/Soul

Rogers Filmi South Asian Film Festival
- 2009: Music Video Award ("Down")[4]

UK Urban Music Awards
- 2009: Best Collaboration ("Down", featuring Lil Wayne)[5]

30 Under 30
- 2009: Đề cử[6]

## Danh sách đĩa hát
- Me Against Myself (2004)
- My Own Way (2008)
- All or Nothing (2009)
- Neon (2013)

## Điện ảnh
- Kyaa Kool Hai Hum (2005), vai himself, trình diễn bài "One Night"